# Carmo do Paranaíba
Carmo do Paranaíba este un oraș în unitatea federativă Minas Gerais (MG), Brazilia.